# Leones (Veraguas)
Leones es un corregimiento del distrito de Montijo en la provincia de Veraguas, República de Panamá. La localidad tiene 224 habitantes (2010).